# Dornier 328
Dornier 328 je dvomotorno turbopropelersko regionalno potniško letalo. Sprva ga je proizvajalo nemško podjetje Dornier Luftfahrt GmbH, leta 1996 je ameriški Fairchild Aircraft prevzel firmo Dornier in jo preimenoval v Fairchild-Dornier. Letala so sestavljali v obdobju 1991-2000 v kraju Oberpfaffenhofen, Nemčija. Obstaja tudi verzija z reaktivnimi motorji Fairchild Dornier 328JET.
328 (ali Do 328) program se je začel še, ko je bil Dornier pod lastništvom Deutsche Aerospace. Prvi 328 je poletel 6. decembra 1991 in vstopil v uporabo oktobra 1993. Kabina je imel tri sedeže v vrsti za večji komfort, možno je bilo namestiti tudi štiri sedeže v vrsto. 328 ima superkritično krilo, ki so ga sprva razvili za Do 228.
Komercialno 328 ni bil uspešen, ko je vstopil v uporabo je bil trg že preplavljen z drugimi tubopropelerskimi letali in poleg tega še z regionalnimi reaktivci.

## Tehnične specifikacije (Dornier 328-110)
Splošne karakteristike
- Posadka: 2 pilota
- Število sedežev: 30 do 33 potnikov
- Dolžina: 21,11 (69 ft 7 in)
- Razpon kril: 20,98 m (68 ft 10 in)
- Višina: 7,24 m (23 ft 9 in)
- Površina kril: 40 m² (431 ft²)
- Teža praznega letala: 8920 kg (19670 lb)
- Uporaben tovor: 3450 kg (7606 lb)
- Maks. vzletna teža: 13990 kg (30840 lb)

 Zmogljivost 
- Potovalna hitrost: 620 km/h (335 vozlov)
- Doseg: 1850 km (1000 nm, 1150 mi)
- Višina leta: 9455 m (31020 ft)

Letalska elektronika

Honeywell Primus 2000